# Guerra degli Stretti
La guerra degli Stretti fu il terzo conflitto combattuto nel corso delle guerre veneziano-genovesi e durò cinque anni dal 1350 al 1355. Le cause dello scoppio della guerra furono essenzialmente tre: l'egemonia genovese del Mar Nero, la presa da parte di Genova di Chio e Focea e la guerra latina che causò all'Impero Bizantino la perdita degli stretti del Mar Nero rendendo quindi per i veneziani più difficile il raggiungimento dei porti asiatici.

## Contesto storico

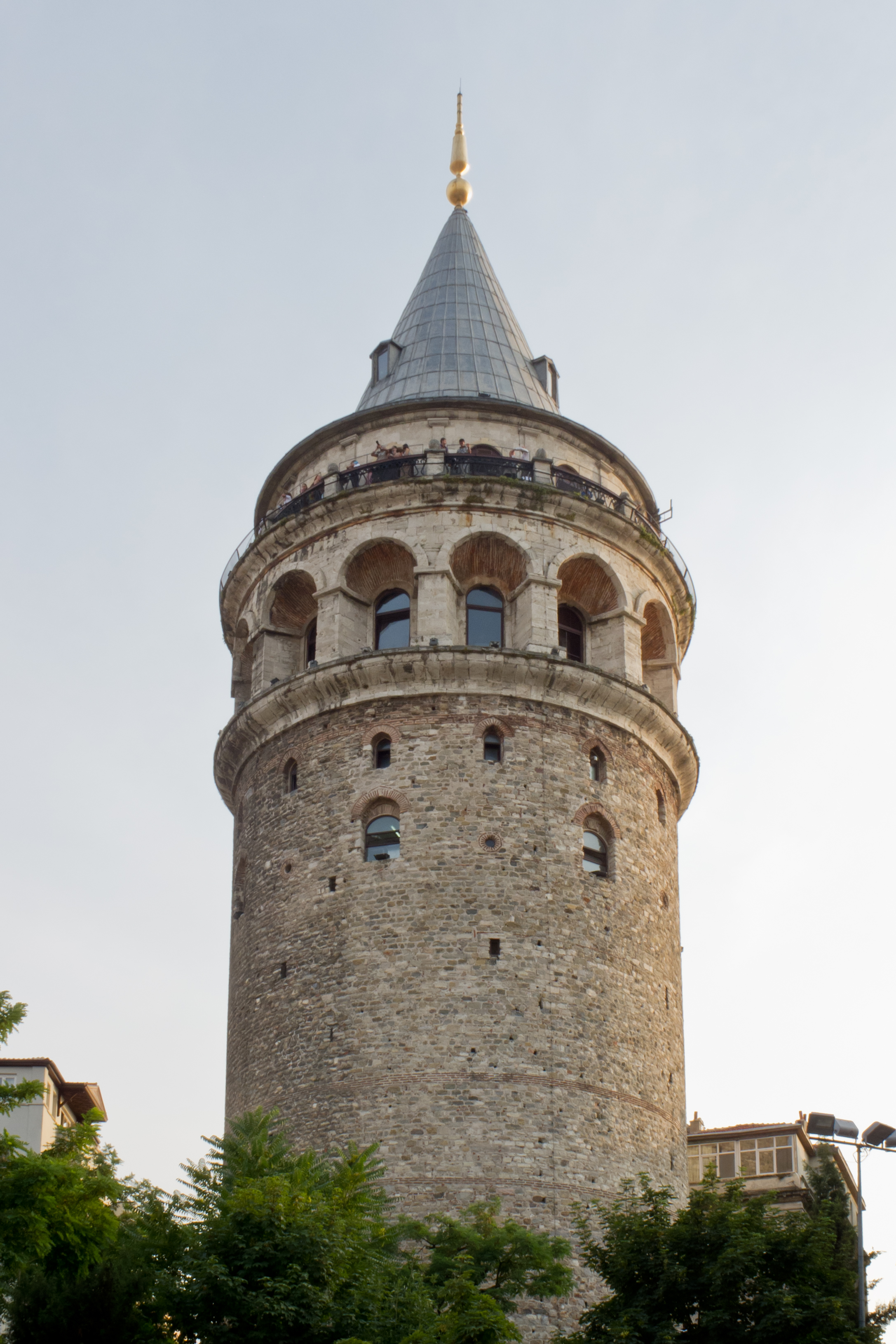
Costruita nel 1348 la torre di Galata costituiva una parte fondamentale delle difese del quartiere genovese.

A partire dal 1261 con la firma del trattato di Ninfeo la Repubblica di Genova si assicurò la supremazia commerciale nel Mar Nero, posizione indigesta alla Repubblica di Venezia che contestualmente diede il via ai commerci verso il Ponto e intorno al 1291 fondò una propria colonia a Tabriz, una città posta al nord dell'Iran tra il Mar Nero e il Mar Caspio e all'epoca capitale del Il Khanato. Agli inizi del XIV secolo la posizione genovese era di gran lunga superiore rispetto a quella veneziana che per via del trattato di Ninfeo poteva basare la sua rete commerciale su numerose colonie poste tra Galata (il quartiere genovese di Bisanzio) e Caffa in Crimea. La prima colonia veneziana sul Mar Nero fu concessa nel 1319 dall'imperatore di Trebisonda Alessio II, che in cambio del pagamento delle tasse sulla pesa delle mercanzie accordò ai veneziani di stabilirsi nel quartiere di Leontokastron a Trebisonda.

## Cause

### L'egemonia genovese del Mar Nero
I conflitti con il vicino quartiere genovese e l'inizio della guerra civile sviluppatasi nell'Impero di Trebisonda obbligò il senato veneziano a sospendere nel 1346 l'invio delle navi mercantili. Parallelamente alla caduta dell'insediamento di Trebisonda i veneziani furono costretti a lasciare nel 1338 anche Tabriz, dove la forte presenza genovese e l'instabilità della regione dopo la morte del khan Abu Sa'id avevano messo a rischio la sicurezza dei mercanti veneziani.
I veneziani però potevano contare fino a quel momento su una forte presenza commerciale in Crimea nella città di Soldaia, che però nella prima metà del XIV secolo stentava a sopravvivere per via della spietata concorrenza della genovese Caffa e dei continui attacchi da parte dei tatari e di Uzbek Khan; Soldaia perse allora ogni ruolo nel commercio internazionale a vantaggio di Caffa. Per via dei continui conflitti con la comunità genovese nel 1343 i veneziani persero anche l'avamposto di Tana, città posta sulla foce del Don che permetteva a Venezia di raggiungere i mercati dell'Asia centrale. Nel 1344 però il Khan Ganī Bek assediò la città genovese di Caffa che grazie alle sue fortificazioni resistette all'assedio dei tatari. I veneziani colsero l'occasione e nel luglio 1345 unendosi alle forze genovesi ottennero l'accesso a Caffa esentati da ogni tassa. L'anno seguente però Caffa venne nuovamente attaccata dall'esercito del Khan, ma Venezia non intervenne in difesa dei genovesi, anzi negoziò separatamente con il Khan ottenendo nuovamente l'accesso a Tana e provocando l'ira dei genovesi.

## Svolgimento del conflitto

### Lo scoppio della guerra (1350)

#### Il blocco degli stretti

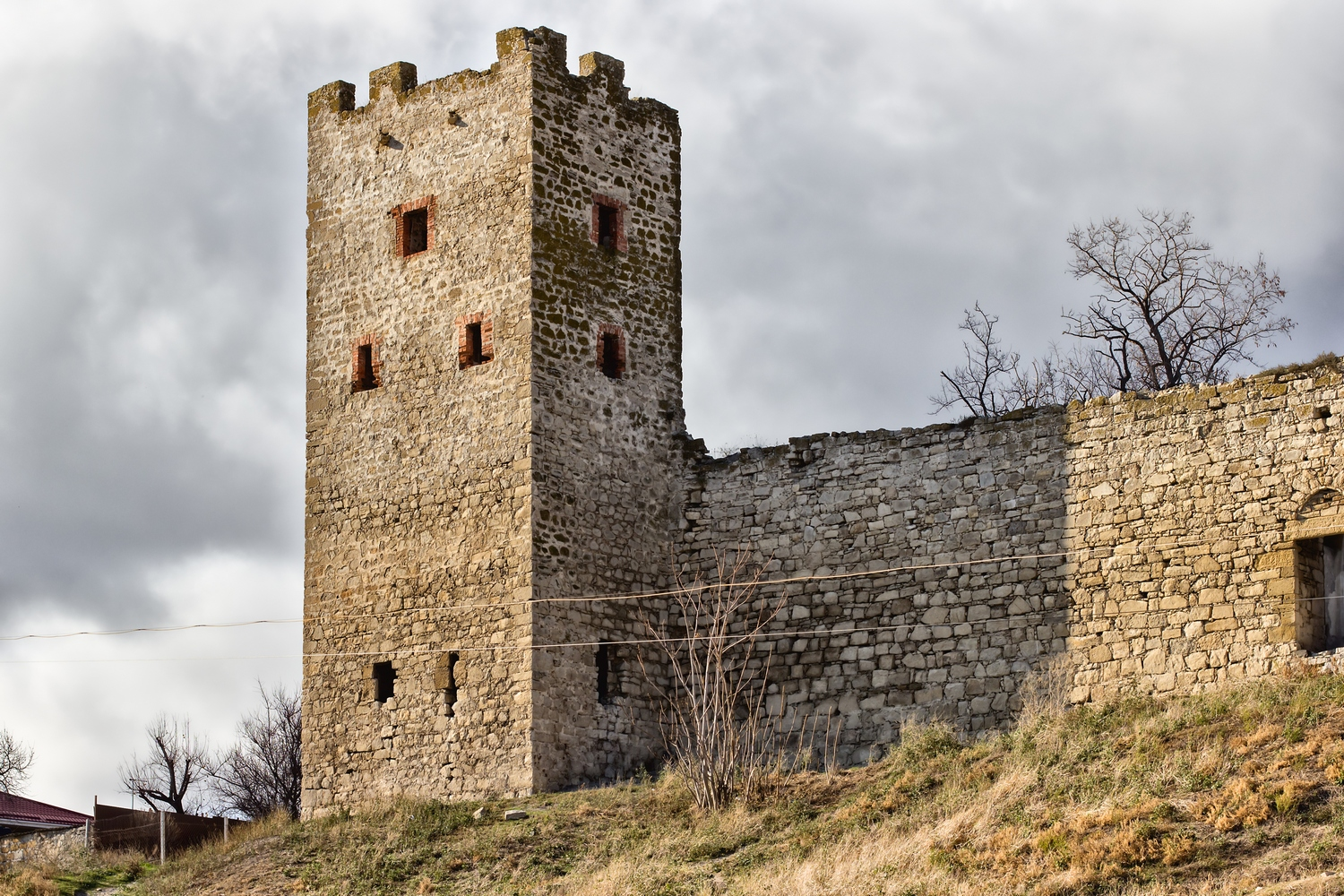
Torre del forte genovese di Caffa in Crimea.

In seguito alla sconfitta dei tatari i genovesi ottennero l'egemonia sulle acque del Mar Nero e dei suoi stretti, decisero quindi di regolare l'accesso al Mar Nero e al Mar d'Azov attuando dei blocchi navali rispettivamente nello stretto del Bosforo e nello stretto di Kerč'. Ottenuto il controllo del Mar Nero i genovesi vietarono ai mercanti italiani di commerciare nella città di Tana e nei porti della palude Meotide sulla foce del Don, chiesero invece di fermarsi e condurre i propri affari a Caffa, antica roccaforte genovese posta all'ingresso dello stretto di Kerč'. Questa nuova situazione però sfavorì i mercanti veneziani che rispetto a Caffa trovavano più conveniente commerciare nei porti della Meotide dove grazie alla minore concorrenza era possibile ottenere profitti più elevati. Nel giro di poco tempo le navi veneziane tornarono a dirigersi verso il Mar d'Azov e una volta giunte nei pressi di Caffa all'imbocco dello stretto di Kerč' queste venivano sequestrate. La situazione si fece insostenibile per la Repubblica di Venezia, così il 6 agosto 1350 con l'approvazione del Maggior Consiglio il doge Andrea Dandolo dichiarò guerra alla Repubblica di Genova. Con la dichiarazione di guerra il governo veneziano stanziò i fondi per finanziare l'impresa, nominò appositamente una commissione composta da sei savi e allestì una flotta di trentacinque galee (sei delle quali di proprietà del patrizio Marco Morosini) sotto il comando di Marco Ruzzini.

#### La battaglia di Castro
Le trentacinque galee veneziane salparono da Venezia in agosto dirette verso Tana con l'obiettivo di risolvere il blocco navale genovese. Dopo aver fatto scalo a Modone e aver raggiunto Negroponte, città veneziana sull'isola di Eubea, al convoglio fu segnalata la presenza di quattordici navi mercantili genovesi comandate da Nicolò de Magnerri e dirette verso Galata, quartiere genovese di Costantinopoli. Il Ruzzini decise allora di andare alla ricerca del convoglio genovese che tra il 18 e il 19 settembre fu trovato ormeggiato nel porto di Castro, una località nei pressi di Nauplia, qui dieci delle quattordici navi genovesi furono catturate dai veneziani che preoccupati a saccheggiare le navi e a fare prigionieri non si interessarono delle quattro navi fuggitive. Dopo quattro giorni i veneziani erano tornati a Negroponte con il bottino e i prigionieri, nel frattempo però le quattro galee genovesi avevano raggiunto Chio dove accolte dal podestà dell'isola Simone Vignoso furono aggregate ad altre cinque navi di stanza sull'isola e quindi inviate a Negroponte sotto il comando di Filippo Doria. A novembre raggiunta la città di Negroponte l'esercito genovese sbarcò liberando i prigionieri e mise a ferro fuoco la città; dopo l'accaduto sia il comandante Marco Ruzzini che il podestà di Negroponte Tommaso Viaro furono mandati a processo ed entrambi furono assolti, ma il Ruzzini perse il comando della flotta per le battaglie successive.

### La tentata conquista di Galata (1351-1352)

#### L'alleanza tra veneziani e catalani
Per combattere efficacemente i genovesi Venezia fu costretta a cercare degli alleati trovandoli negli aragonesi. Nonostante decenni di tensioni derivate dall'espansione catalana verso il ducato di Atene e Negroponte veneziani e catalani riuscirono a stipulare un'alleanza contro Genova che si stava adoperando per il dominio della Sardegna, all'epoca solo parzialmente sotto il controllo catalano. Il 16 gennaio 1351 il governo veneziano concluse un trattato con Pietro IV di Aragona dove il re prometteva di armare diciotto galere spesate per i due terzi dalla Repubblica di Venezia. Nel maggio del 1351 anche l'imperatore bizantino Giovanni VI entrò a far parte dell'alleanza impegnandosi a fornire una dozzina di navi, anch'esse spesate per i due terzi da Venezia. Le navi veneziane sommate alle diciotto catalane e alle dodici bizantine avevano l'obiettivo di impadronirsi dei fondaci genovesi, restituire ai bizantini Galata e Chio e distruggere le flotte genovesi per neutralizzare definitivamente la Repubblica di Genova. Per procedere con l'azione il governo veneziano nominò una commissione di venticinque savi e il 28 novembre 1350 concesse a Niccolò Pisani il comando di una flotta di ventidue galee che il 12 marzo 1351 salpò da Venezia diretta verso Costantinopoli, determinata a distruggere il quartiere genovese di Galata.

#### L'assedio di Negroponte

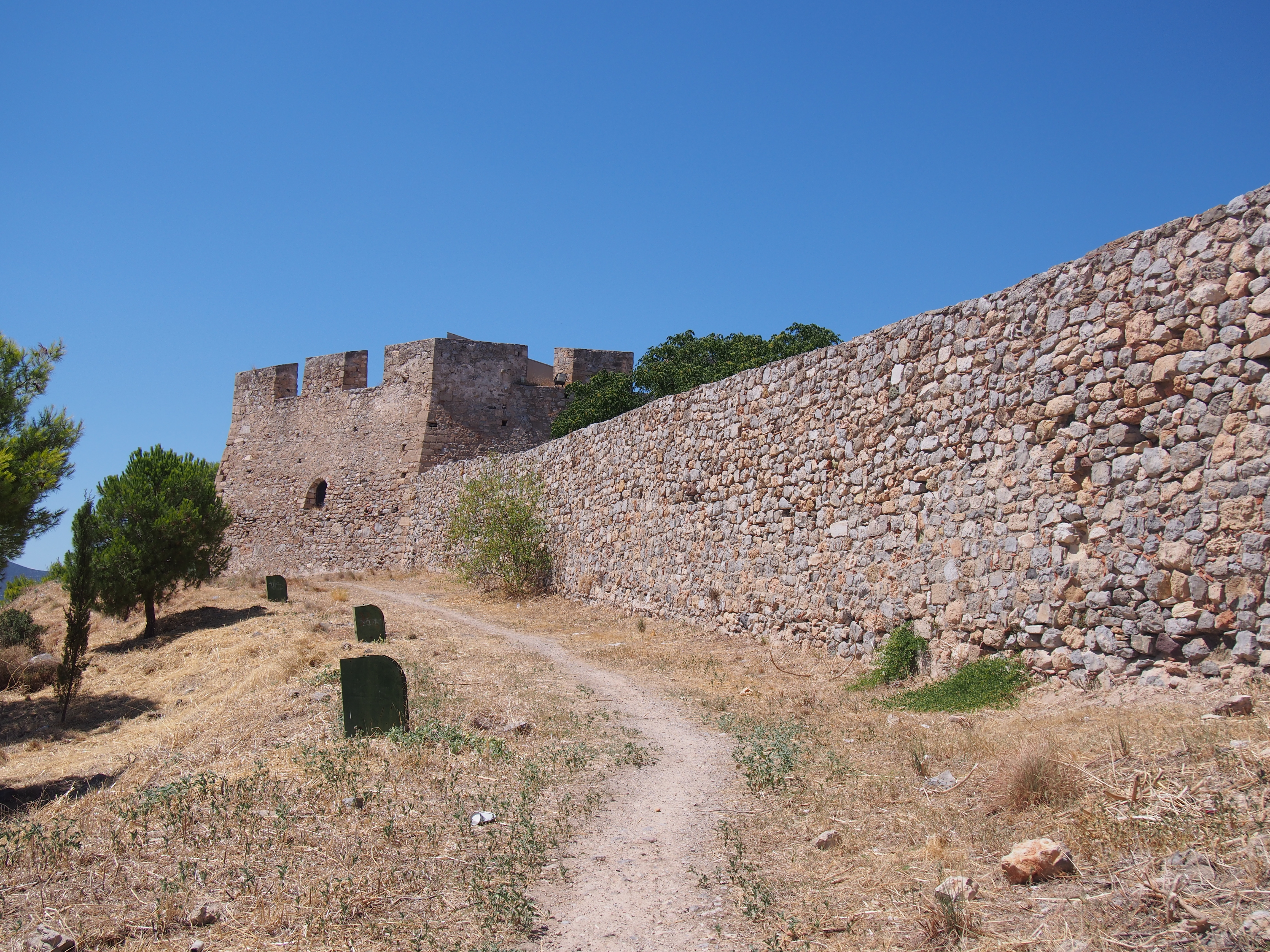
Mura di Negroponte, principale città veneziana sull'isola di Eubea.

Venuto a conoscenza delle trattative in corso tra veneziani catalani e bizantini nel novembre del 1350 il doge Giovanni Da Valente stanziò per la guerra contro Venezia un fondo di 300 000 lire genovine, affidò a una commissione i preparativi tecnici e furono armate sessanta galee reclutando all'incirca diecimila marinai. La flotta fu affidata al comando di Pagano Doria che il 13 luglio 1351, quattro mesi dopo i veneziani, partì da Genova con l'obiettivo di raggiungere i veneziani e neutralizzarli prima del ricongiungimento con il convoglio catalano. Dopo aver fatto scalo a Gaeta e a Messina il 24 luglio, non avendo trovato la flotta veneziana il Doria decise di compiere un'incursione nel Mare Adriatico spingendosi sino a Valona, ma riuscendo a catturare una sola nave veneta nei pressi di Corfù.
La flotta congiunta veneziano-bizantina sotto il comando di Niccolò Pisani iniziò l'attacco a Galata dove l'armata veneziana riuscì a catturare alcune navi genovesi provenienti da Tana. A causa del costante avvicinamento dell'armata genovese comandata da Pagano Doria a Negroponte, il comandante veneziano Niccolò Pisani preferì ritritarsi dall'assedio di Galata per andare a difendere Negroponte dove giunse il 4 agosto 1351. Intorno alla fine di agosto anche il Doria raggiunse Negroponte e qui al comando dell'esercito genovese iniziò l'assedio della città. Venuto a conoscenza della situazione nel settembre del 1351 il governo veneziano affidò a Pancrazio Giustinian il comando di trenta galere inviate in Sicilia per ricongiungersi con le ventidue navi degli alleati aragonesi. Saputa la notizia dell'arrivo dei rinforzi veneziani il Doria fu costretto a ritirarsi dall'assedio facendo rotta verso Chio e qui rifocillare le truppe. Salpato da Chio il Doria razziò Tenedo, Mitilene ed Eraclea dove però incontrò la resistenza bizantina perdendo diversi marinai, ma riuscendo a saccheggiare l'isola. Nel frattempo il sultano ottomano Orhan I, e l'emiro di Aydın Hızır bin Mehmed, per via dei loro contrasti con l'Impero bizantino, offrirono supporto logistico ai genovesi, fornendo loro viveri e informazioni sulla posizione delle truppe veneziane. Finite le razzie nel Mar Egeo il doria partì alla volta di Costantinopoli raggiungendo il quartiere genovese di Galata nel novembre del 1351.

#### La battaglia del Bosforo

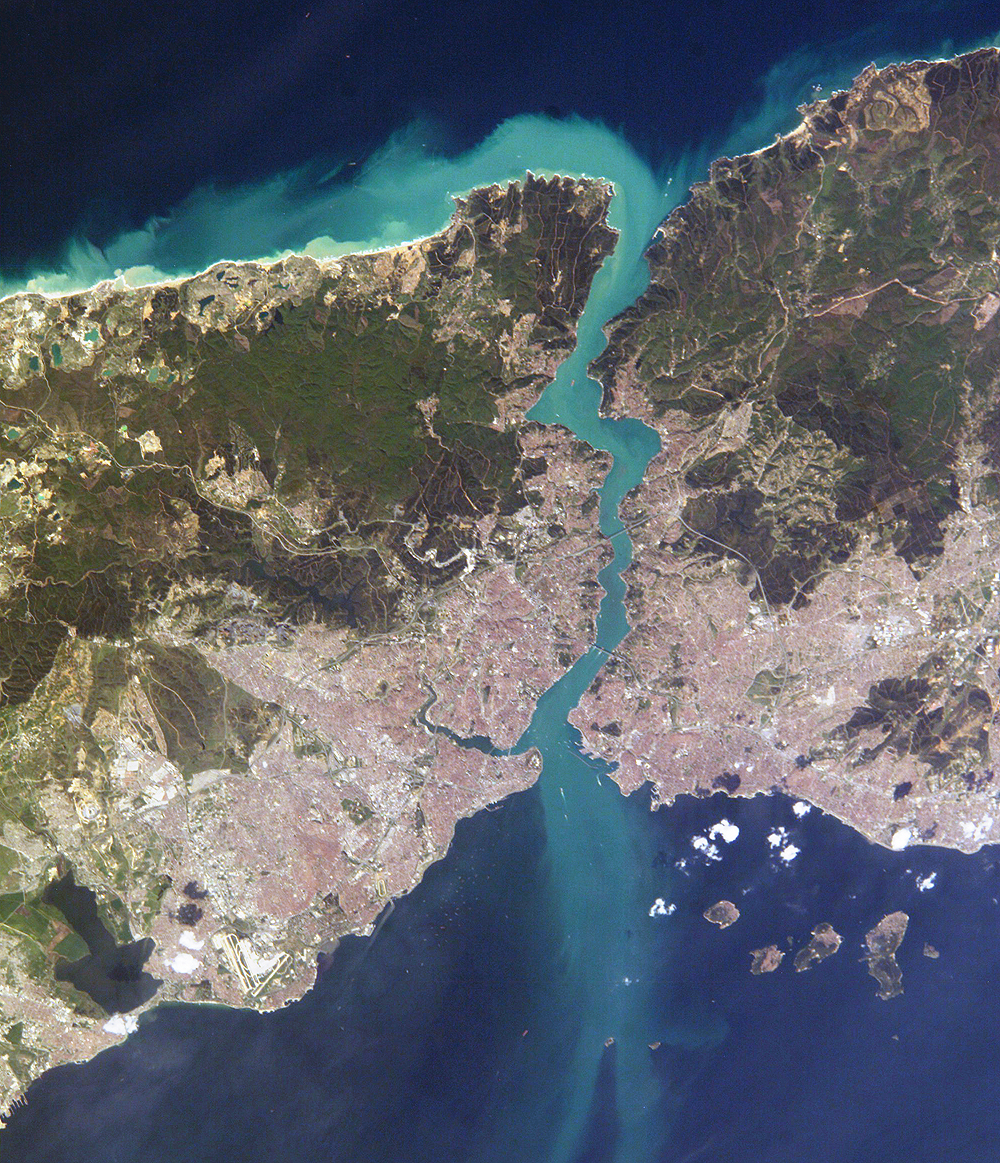
Lo stretto del Bosforo con le isole dei Principi sulla destra.

Nel frattempo la flotta comandata da Pancrazio Giustinian si era ricongiunta a quella aragonese di Poncio de Santapau e da qui aveva fatto vela verso Negroponte dove li aspettava Niccolò Pisani, l'intera formazione allora prese il largo dirigendosi verso Galata con l'obiettivo di distruggerla. Dopo aver saccheggiato Sozopoli il Doria decise di anticipare le mosse dei veneziani impedendo il ricongiungimento ai convogli bizantini, salpò da Galata e alla ricerca dei veneziani li incontrò il 13 febbraio del 1352 due ore prima del tramonto alle isole dei Principi dando inizio alla battaglia del Bosforo. Il forte vento favorevole ai veneziani spinse il Doria a ritirarsi verso lo stretto del Bosforo superando Galata e raggiungendo la località di Diplokonion nei pressi dell'attuale Beşiktaş. La bufera non permise ne ai genovesi ne ai veneziani di posizionarsi correttamente e in questa situazione caotica le navi veneziane e aragonesi superarono quelle genovesi, il comandante aragonese Santapau allora decise di andare incontro ai genovesi e iniziare lo scontro senza il consenso del Pisani che viste le condizioni sfavorevoli avrebbe preferito aspettare un miglioramento delle stesse. La situazione rese lo scontro estremamente caotico le navi si divisero in parecchi gruppi che si assalirono in numerosi duelli isolati per tutta la notte nonostante la tempesta continuasse.
Nello scontro entrambe le parti subirono gravi perdite ma le perdite più gravi furono inflitte agli aragonesi che si ritirarono all'alba insieme ai veneziani; durante la battaglia persero la vita il comandante catalano Poncio de Santapau e il comandante veneziano Pancrazio Giustinian. Nonostante le ingentissime perdite i genovesi continuarono il combattimento contro i bizantini e grazie all'aiuto degli ottomani bloccarono Costantinopoli costringendo alla resa l'imperatore Giovanni VI  che il 6 maggio 1352 firmò un trattato di pace con i genovesi ponendo fine all'alleanza con i veneziani e i catalani. Nel trattato l'imperatore concedeva la piena proprietà di Galata ai genovesi e rinnovava il trattato di Ninfeo inoltre si stabilì che tutti i commerci bizantini verso la Tana fossero autorizzati dai genovesi. Firmato il trattato il Doria rimise insieme i resti della sua flotta e raggiunse Genova l'11 agosto 1352. Oltre ai genovesi l'imperatore dovette anche soddisfare i veneziani che reclamavano il prestito di 20 000 ducati fatto ai bizantini prima della guerra, per evitare le ritorsioni veneziane Giovanni IV decise allora di dare loro in pegno l'isola di Tenedo.

### Il preludio della guerra sardo-catalana (1353)

#### Le pretese della Corona d'Aragona sulla Sardegna
L'alleanza firmata il 16 gennaio 1351 tra veneziani e aragonesi aveva come obiettivo primario la neutralizzazione della Repubblica di Genova attraverso la conquista delle sue colonie sul Mar Nero e dei suoi possedimenti sardi. Fino a quel momento però la guerra aveva toccato solamente gli interessi dei veneziani, che con l'aiuto degli aragonesi avevano tentato di conquistare la colonia genovese di Galata, senza però riuscirci. Giunti all'alba del 1353 però gli aragonesi iniziarono a richiedere il sostegno veneziano per condurre le loro operazioni militari in Sardegna. All'epoca la Sardegna era suddivisa tra la Corona d'Aragona, che la governava la gran parte dell'isola attraverso il Regno di Sardegna, il Giudicato di Arborea, guidato da Mariano IV d'Arborea, alleato degli aragonesi, e i Doria, antica famiglia genovese nemica degli catalani che governava le città di Castelsardo e Alghero. A partire dal 1347, con la disfatta degli eserciti aragonesi nella battaglia di Aidu de Turdu, la tensione tra i Doria e gli aragonesi era andata via via crescendo, inoltre l'insofferenza verso il dominio aragonese del giudice Mariano IV stava mettendo sempre più in pericolo il dominio aragonese dell'isola. Il 15 febbraio 1353 i Doria acconsentirono a cedere i loro possedimenti ad Alghero alla Repubblica di Genova, questa nuova situazione causò l'immediata reazione di Pietro IV d'Aragona che il 13 marzo 1353 dichiarò guerra alla Repubblica di Genova con l'intenzione di conquistare la città di Alghero mettendo a capo della campagna Bernardo de Cabrera. Partito da Valencia il 18 luglio 1353 raggiunse ben presto Mahón sull'isola di Minorca dove venne informato del fatto che una squadra veneziana di venti galee comandate da Niccolò Pisani lo attendeva a Cagliari e che il governatore del Regno di Sardegna, Rambaldo de Corbera, aveva appena conquistato il possedimento genovese di Castelsardo. Il 18 agosto 1353 il Cabrera fece vela verso Alghero al comando di una flotta di quarantasei galee e cinque cocche predisposte per dare il via a un lungo assedio.

#### La battaglia della Lojera

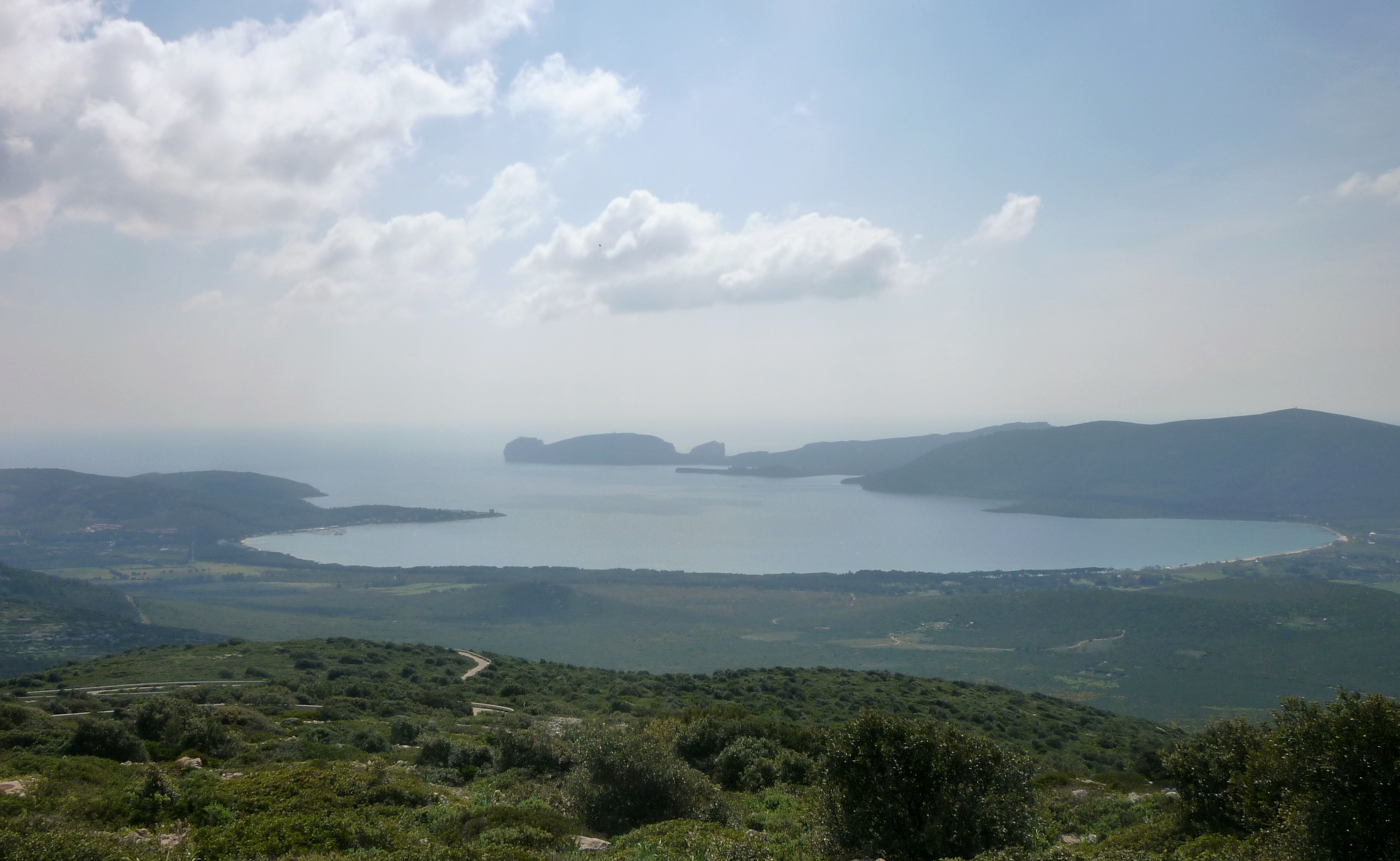
La baia porto Conte nei pressi di Alghero, dove il 25 agosto 1353 si svolse la battaglia della Lojera.

Il 25 agosto 1353 la flotta veneziano-catalana comandata da Pisani ottenne una schiacciante vittoria sui genovesi sotto Antonio Grimaldi a porto Conte al largo di Alghero nella battaglia della Lojera, dando così inizio alla guerra sardo-catalana. Provati dalla sconfitta la Repubblica di Genova si sottomise a Giovanni Visconti, signore di Milano, per assicurarsi il sostegno finanziario.

### La battaglia di Sapienza e la fine della guerra (1354-1355)

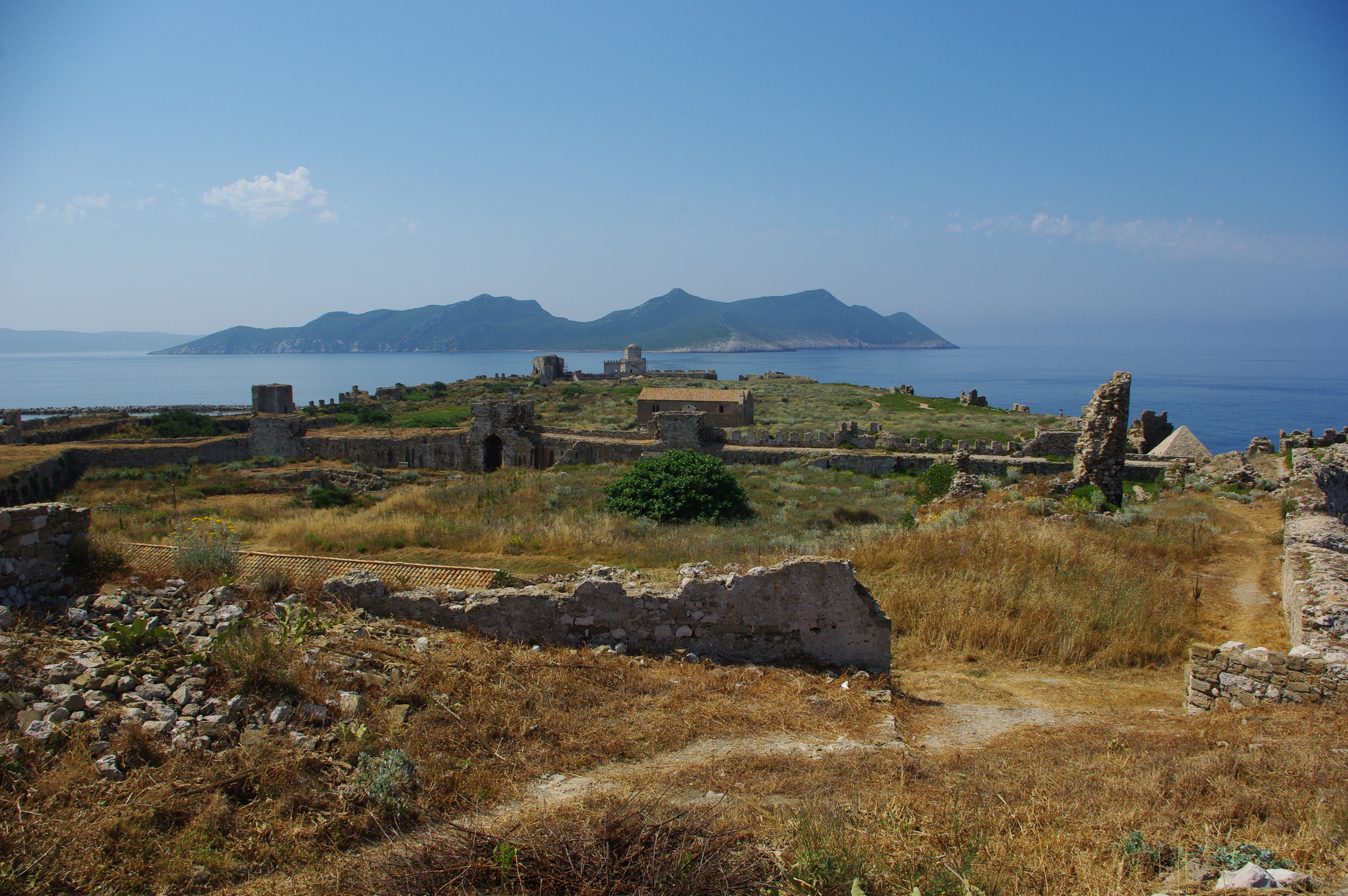
L'isola di Sapienza vista dalla città fortificata veneziana di Modone.

Nel 1354 Pagano Doria catturò di sorpresa Pisani durante il suo ancoraggio all'isola di Sapienza nel Peloponneso catturando l'intera flotta veneziana. Questa sconfitta contribuì alla deposizione del doge Marino Faliero che venne decapitato e Venezia fece pace con Genova il 1 giugno 1355.

## Conseguenze
La guerra terminò con la pace di Milano, stipulata dalle due potenze il 1º giugno del 1355 con la mediazione dei Visconti; sebbene fu di fatto una pace bianca, essa prevedeva la sospensione dei commerci con la Tana per un periodo di tre anni.
Sebbene anche tale guerra si concluse in un nulla di fatto, Venezia venne attaccata dal re Luigi I d'Ungheria che si impossessò della Dalmazia approfittandone del momento di debolezza. Genova non avendo più necessità di sostegno da parte di Milano pose fine a tale dominio nel 1356.